# II. Mária angol királynő
II. Mária angol királynő, (London, 1662. április 30. – Kensington, London, 1694. december 28.) III. Vilmos felesége. 1689. február 13-ától Anglia és Írország, április 11-étől Skócia királynője volt egészen haláláig. Apja II. Jakab, anyja Hyde-i Anna, Jakab első felesége. Mária protestáns volt, és a dicsőséges forradalom – a katolikus II. Jakab elűzése – után került trónra. Együtt uralkodott férjével és elsőfokú unokatestvérével, aki Mária halála után egyeduralkodó lett. A közös uralkodást a népnyelv csak „Vilmos és Mária”-ként emlegeti. Mária elismerte Vilmos vezető szerepét, és csak olyankor (gyakorlatilag minden ősztől tavaszig) irányította az országot, amikor Vilmos távol volt (külföldön hadakozott).

## Fiatalkora
Mária 1662. április 30-án született Londonban, Jakab yorki herceg (a későbbi II. Jakab) és Hyde-i Anna legidősebb lányaként. Mária nagybátyja II. Károly, anyai nagyapja pedig Edward Hyde clarendoni gróf, aki sokáig Károly főtanácsadója volt. Bár Jakabnak nyolc gyermeke született, csak Mária és húga, Anna érte meg a felnőttkort. Jakab 1668-ban vagy 1669-ben vette fel a római katolikus hitet, de Máriát és Annát – II. Károly utasítása szerint – protestánsnak neveltette. Mária anyja 1671-ben meghalt, Jakab 1673-ban vette feleségül a szintén katolikus Estei Mária modenai hercegnőt.
Máriát tizenöt éves korában eljegyezték III. Vilmossal, Oránia protestáns hercegével és helytartójával. Vilmos anyja Mária nagynénje, Mária, Oránia hercegnője, apja II. Vilmos orániai herceg volt. II. Károly eleinte nem akart egy angol-holland szövetséget – Máriát a francia trónörököshöz, Lajoshoz akarta adni –, de később áldását adta rá, mert egy angol-holland szövetség akkor már előnyösebb volt. A parlament nyomására Jakab beleegyezett a házasságba, de ettől még nem vált népszerűbbé a protestánsok között. Mária és Vilmos esküvőjét 1677. november 4-én tartották Londonban.
Mária Hollandiába utazott, ahol Vilmossal élt. Házasságuk nem volt boldog; három terhessége vetéléssel vagy halva születéssel végződött. A hollandok hamar megkedvelték, de férje gyakran hanyagolta vagy megcsalta. Vilmos hosszú viszonyt folytatott Mária egyik udvarhölgyével, Elizabeth Villiers-szel.

## A dicsőséges forradalom
1685-ben II. Károly törvényes utód nélkül halt meg, így öccse, Jakab lett a király; Angliában és Írországban II. Jakab, Skóciában VII. Jakab néven. Politikáját sokan vitatták: nem nézték jó szemmel, katolikusokkal tölti fel a kormányzat fontosabb pozícióit, engedélyezni akarja a katolikus vallás szabad gyakorlását és királyi rendeletekkel törölte el a parlamentben elfogadott törvényeket. 1687 elején több protestáns politikus és nemes tárgyalni kezdett Mária férjével.
Jakab 1688 májusában kötelezte az anglikán papokat, hogy a templomokban olvassák fel türelmi rendeletét (Declaration of Indulgence), és ettől még népszerűtlenebbé vált. Különösen ijesztő jelenségnek értékelték, hogy Jakabnak 1688 júniusában fia született (Jakab Ferenc Edward), és katolikusnak akarták nevelni. Néhányan azt mondták, hogy a csecsemő nem is a királyi páré, hanem „válasz” Mária halva született gyermekére. Bár ezt nem tudták alátámasztani, Mária nyilvánosan megkérdőjelezte a gyerek törvényességét, ami véglegesen elmérgesítette viszonyát apjával. (Valójában sem Mária, sem pedig húga, Anna hercegnő nem hitte volna, hogy apjuk újranősül anyjuk halála után, azt pedig végképp nem gondolták, hogy a második frigyből fiúgyermek fog majd születni. Jakab Ferenc Edvárd születése ugyanis teljesen átrendezte a trónutódlás sorrendjét. Az újszülött herceg lett volna az első számú trónörökös, Mária a második, Anna pedig a harmadik.)
Mária azonnal kihasználta a számára igen kedvező politikai helyzetet, ugyanis szerencséjére az angol nép is osztozott vele abban a kételyében, miszerint Jakab Ferenc Edvárd tényleg a testvére. S mivel a kisfiút szülei katolikus szellemben akarták felnevelni, felnőttkorában sem biztos, hogy el tudta volna nyerni a nép támogatását ahhoz, hogy trónra kerülhessen, ugyanis az angolok jobban szerették volna egy hithű protestáns fejére helyezni a koronát. Még az a tény sem okozott nekik gondot, hogy I. Erzsébet után ismét egy nő legyen az uralkodójuk, nem pedig egy férfi.
Június 30-án a „Halhatatlan Hetes” titokban felkérte Hollandiában III. Vilmost, hogy sereggel jöjjön Angliába. Vilmos vonakodott ettől: féltékeny volt feleségére, aki az angol trón örököse volt, és trónra kerülése esetén erősebb lehetett volna nála. Miután Mária meggyőzte férjét, hogy nem akar politikai hatalommal élni, Vilmos elfogadta az invázió tervét, és 1688 szeptemberében nyilvánosságra is hozta azt. A holland sereg november 5-én szállt partra Angliában. Az angolok annyira nem bíztak II. Jakabban, hogy nem is próbáltak segíteni rajta: hadvezérei egymás után hagyták el, és vitték magukkal a sereg jelentős részét is. December 11-én a had nélkül maradt király megpróbált szökni, de elfogták. December 23-án másodszer is próbálkozott, ezúttal sikerrel.
1689-ben Vilmos összehívta a parlamentet, ahol sokáig vitatkoztak arról, hogy mi legyen az országgal. Vilmos nem érezte pozícióját biztonságosnak; bár a trónt csak felesége örökölhette, ő mégis a saját jogán, és nem társuralkodóként akart király lenni. Korábban az egyetlen olyan alkalom, amikor Angliában két társuralkodó regnált, 1553 és 1558 között volt. Amikor Mária összeházasodott Fülöp spanyol herceggel, megegyeztek, hogy Fülöpé lesz a királyi cím, amit azonban csak Mária haláláig viselhetett, de addig is csak komoly megszorításokkal uralkodhatott. Ezzel szemben Vilmos kikövetelte, hogy felesége esetleges halála után is király maradhasson. Bár néhányan azt akarták, hogy II. Mária egyeduralkodó legyen, ő lemondott erről a lehetőségről.
1689. február 19-én a parlament kiadta a Jognyilatkozatot (Declaration of Right), mely szerint II. Jakab 1688. december 11-i szökésével lemondott az uralkodói jogokról és a királyi posztot betöltetlenül hagyta. A koronát nem Jakab fia, hanem lánya, Mária és annak férje, Vilmos kapta mint társuralkodók. Kimondta továbbá, hogy „a királyi hatalommal járó feladatokat csak az előbb említett orániai herceg láthatja el saját és az előbb említett hercegnő nevében, amíg együtt uralkodnak”.
Vilmost és Máriát 1689. április 11-én koronázta meg London püspöke, Henry Compton, a Westminster székesegyházban. A koronázást hagyományosan Canterbury érseke szokta végezni, de az akkori érsek, William Sancroft nem ismerte el II. Jakab eltávolítását. A koronázás napján a skót parlament – ami sokkal megosztottabb volt az angolnál – kimondta, hogy II. Jakab többé nem Skócia királya. A skót koronát felajánlották Vilmosnak és Máriának, amit május 11-én el is fogadtak.

## Uralkodása
1689 decemberében fogadták el az angol történelem egyik legfontosabb dokumentumát, a Jogok törvényét (Bill of Rights). A törvény – mely újra megfogalmazta és megszilárdította a korábbi Jognyilatkozat több rendelkezését – nagy mértékben korlátozta a királyi felségjogokat; többek között kimondta, hogy az uralkodó nem helyezheti hatályon kívül a parlament által elfogadott törvényeket, nem szabhat ki új adókat a parlament hozzájárulása nélkül, nem zárkózhat el a kérvények elől, békeidőben nem tarthat állandó hadsereget a parlament hozzájárulása nélkül, nem tagadhatja meg a protestánsoktól a fegyverviselés jogát, indokolatlanul nem szólhatott bele a parlamenti szavazásokba, nem büntetheti meg a parlamenti képviselőket azért, amit a vitákon mondtak, és nem szabhat ki kegyetlen, szokatlan büntetéseket. Vilmosnak nem tetszettek ezek a megszorítások, de elég bölcs volt ahhoz, hogy belássa, a parlament erősebb nála. Végül elfogadta a parlament döntéseit.
A Jogok törvénye az öröklési rendről is rendelkezett. Ha Vilmos vagy Mária meghalt volna, a másik folytathatta volna az uralkodást. Az öröklési sorban Vilmos és Mária gyermekei következtek, utánuk pedig Mária húga, Anna hercegnő és az ő leszármazottai. Az utolsók a sorban Vilmos esetleges későbbi házasságából származó utódai voltak.
1690 után Vilmos gyakran volt távol országától, először az ír jakobitákkal harcolt. Ezalatt Mária kormányozta az országot. Határozott uralkodónak bizonyult; nagybátyját, Henry Hyde-ot, Clarendon második earljét is letartóztattatta egy Jakabot támogató összeesküvés vádjával. 1692-ben hasonló okok miatt bocsátotta el és csukatta börtönbe John Churchillt, Marlborough első earljét; ezen intézkedése nyomán kissé csökkent népszerűsége és húgával való viszonya is megromlott, mivel Anna kedvenc udvarhölgye és főbizalmasa, Sarah volt az earl felesége.
1692-re Vilmos legyőzte az ír jakobitákat, de külföldön maradt, hogy XIV. Lajos francia király ellen harcoljon. Általában Vilmos minden év tavaszától őszig távol volt. Ezalatt Mária saját jogán, de Vilmos tanácsait kikérve uralkodott; amikor visszatért, Mária visszavonult a politikától, viszont figyelemmel kísérte az anglikán egyház ügyeit, szívesen foglalkozott az egyház működésével.
1694. december 28-án Mária himlőben meghalt. Ez alkalomból Henry Purcellt, a világhírű barokk zeneszerzőt bízták meg, hogy zenét írjon a temetésre, amelynek „Zene Mária királynő halálára” lett a címe.

## Öröksége, emlékezete
- Halálára komponálta Henry Purcell: Funeral Sentences című hangszerkíséretes kórusművét.